# ستوديو كومت
ستوديو كومت (بالإنجليزية: Studio Comet)‏ هو استوديو أنمي ياباني. تأسس في 21 يناير 1986. يقع مقره في نيريما، طوكيو، اليابان.

## أبرز العاملين
- هيروشي كانازاوا (مخرج الرسوم المتحركة، مصمم الشخصيات)
- كازو هارادا (منتج للرسوم المتحركة والمؤثرات الصوتية ومدير الصوت)
- شين ميساوا

## أعمال الاستوديو

### مسلسلات
- هاي سكول! كيمنغومي (1985 ــ 1987 بالتعاون مع ستوديو غالوب)
- مسعى التنين (1989–1991 بالتعاون مع إستديو بيرو)
- كابتن ماجد (1994–1995)
- إينيشيال دي (1998 بالتعاون مع ستوديو غالوب و Pastel)
- سكول رمبل (2004)
- قتال الطيف (2004)
- غيمة (2004)
- أونيغاي ماي ميلودي (2005)
- سوزوكا (2005)
- كابيتا (2005 ــ 2006)
- رنين الجواهر (2009)
- سورا نو مانيماني (2009)